# Фомичёва, Оксана Борисовна
Оксана Борисовна Фомичёва (род. 17 августа 1968, Москва, СССР) — советская и российская актриса театра и кино, режиссёр, педагог; Член Союза кинематографистов России (1996). Член Союза театральных деятелей России (1995).

## Биография
Родилась 17 августа 1968 года в Москве.
Сразу после окончания специализированной школы с театрально-литературным уклоном при ВТУ им. М. С. Щепкина поступила в актёрскую группу режиссёрского факультета ГИТИС на курс А. А. Гончарова.
В 1987 году, ещё будучи студенткой, дебютировала в кино, сыграв роль металлистки Аллочки в кинокартине «Приморский бульвар» (режиссёр А. Н. Полынников).
В 19 лет сыграла одну из главных женских ролей (Вера) в киноэпопее «Сталинград» легендарного Ю. Н. Озерова. Роль Веры считают её первой значимой работой в кино.
Затем последовали предложения от других кинорежиссёров. Оксана Фомичёва снималась в таких популярных лентах, как: «Убийство свидетеля» (1990 г.), «Бухта смерти» (1991 г.), «Женщина с цветами и шампанским» (1992 г.), «Рождённые свыше» (1993 г.) и др. Всего на счету актрисы 15 кинокартин. Её партнёрами были: Сергей Никоненко, Георгий Бурков, Владимир Заманский, Елена Майорова, Валентина Талызина, Андрей Смоляков, Анна Самохина, Александр Кузнецов, Евгений Леонов-Гладышев, Олег Штефанко. Работала с кинематографистами США, Германии, Франции.
После окончания ГИТИСа в 1990-м году по приглашению С. Н. Арцибашева продолжила сценическую деятельность в Театре комедии, позже переименованном в Театр на Покровке. Дипломный спектакль «Три сестры», где Оксана исполнила роль Наташи, стал визитной карточкой будущего театра.
В 1995 году выдержав отборочный конкурс, была принята в труппу МХАТ им. Горького. Судьбу актрисы решали корефеи МХАТа, в художественном совете присутствовали: Т. В. Доронина, Л. В. Пушкарёва, Ю. В. Горобец, Н. В. Пеньков, Л. А. Кудрявцева, В. В. Клементьев.
1997—1998 гг. — режиссёр-постановщик и ведущая эстрадного шоу итальянского тенора Робертино Лоретти.
1998 г. — в соавторстве с Катрин Фризе написала пьесу «Уроки испанского», в основу которой лёг сценарий, написанный Оксаной в 1994 году.
2000—2001 гг. — режиссёр-постановщик спектакля «Уроки испанского». В главных ролях: Максим Дахненко и Павел Винник. По приглашению Ю. П. Любимова спектакль шёл на сцене Театра на Таганке.
В 2002 году поступила на режиссёрский факультет ГИТИСа на курс С. Н. Арцибашева. Ради поступления подготовила режиссёрскую экспликацию в рекордно короткие сроки по пьесе современного драматурга С.Кузнецова «Минарет» и была сразу допущена к творческому конкурсу. С 2003 года начала вести преподавательскую деятельность. Руководила группой режиссёров-ассистентов курса. Под руководством С. Н. Арцибашева занималась подготовкой и выпуском спектаклей в Театре им. Вл. Маяковского по роману Ф. М. Достоевского «Братья Карамазовы» и поэме Н. В. Гоголя «Мёртвые души».В 2007 году после защиты дипломной работы с отличием, была приглашена в Театр на Покровке на должность режиссёра высшей категории.
С 2014 года — старший преподаватель кафедры режиссуры и мастерства актёра, факультет музыкального театра ГИТИСа. Режиссёр-педагог спектаклей: «Не только любовь», «Ах, Оффенбах!», «А зори здесь тихие..» (мастерская А. А. Бармака). Оксана Фомичёва признаётся, что ей всегда нравилось работать с молодыми ребятами и давать путёвку в жизнь талантливым студентам.
Занимаясь с абитуриентами на подготовительных курсах ГИТИСа добилась высоких результатов. Благодаря разработанной авторской методике по сценической речи (при участии профессора ВТУ им. М. С. Щепкина — Ларионовой Е. А.). На занятиях по актёрскому мастерству и режиссуре уделяет особое внимание тренировке актёрской психофизики и развитию творческой личности. Многие ученики Фомичёвой О. Б. поступили в ведущие театральные вузы столицы.
Фомичёва О.Б ведёт активную научно-публицистическую деятельность. Является автором многих статей и публикаций:
«Несколько рекомендаций для тех, кто стремиться обладать выразительной речью» журнал Директор школы, 09/2004
«Предпосылки открытия биомеханики как системы для подготовки актёров театра будущего» Альманах Театр, живопись, кино, музыка Издательство ГИТИС, 2016
«И жизнь, и слёзы, и любовь…» серия Школа Малого Театра, сборник статей и воспоминаний, 2019
Эволюция русского языка в чеховском звучании «Трёх сестёр» готовится к публикации, 2020

## Актёрские работы (кино)
- 1987 г. — «Приморский бульвар», Аллочка
- 1987 г. — «Сильнее всех иных велений», горничная Анна
- 1988 г. — «Корабль», Маша
- 1988 г. — «Командировка», Мика
- 1988 г. — «Сталинград», Вера
- 1990 г. — «Убийство свидетеля», Алёна
- 1990 г. — «Исход», Валя
- 1990 г. — «La Camera Cachee», Нади
- 1990 г. — «Женский день», Катя
- 1991 г. — «Яд скорпиона», Ева
- 1991 г. — «Бухта смерти», Нана
- 1992 г. — «Женщина с цветами и шампанским», Наташа
- 1992 г. — «Бесконечность», гостья
- 1993 г. — «Играем „Зомби“, или Жизнь после битв», Мария, мать Марии
- 1993 г. — «Ангелы смерти», Вера
- 1994 г. — «Рождённые свыше», Люба
- 1997 г. — «Ночь жёлтого быка», воспитательница
- 2001 г. — «Искушение Дирка Богарда», актриса

## Актёрские работы (театр)
Главные роли в спектаклях:
- 1990 г. — «Три сестры», Наташа (режиссёр С. Н. Арцибашев, дипломный спектакль, Театр на Покровке)
- 1995—1996 гг. — «Синяя птица», Митиль (режиссёр К. С. Станиславский, Л. А. Сулержицкий, МХАТ им. Горького)
- 1996 г. — «Семейные праздники», Нина (режиссёр А. С. Васильев, МХАТ им. Горького)
- 2007 г. — «Бедный Марат», Лика (режиссёр С. Н. Арцибашев, Театр на Покровке, Театр им. Вл. Маяковского)

## Режиссёрские работы (театр)

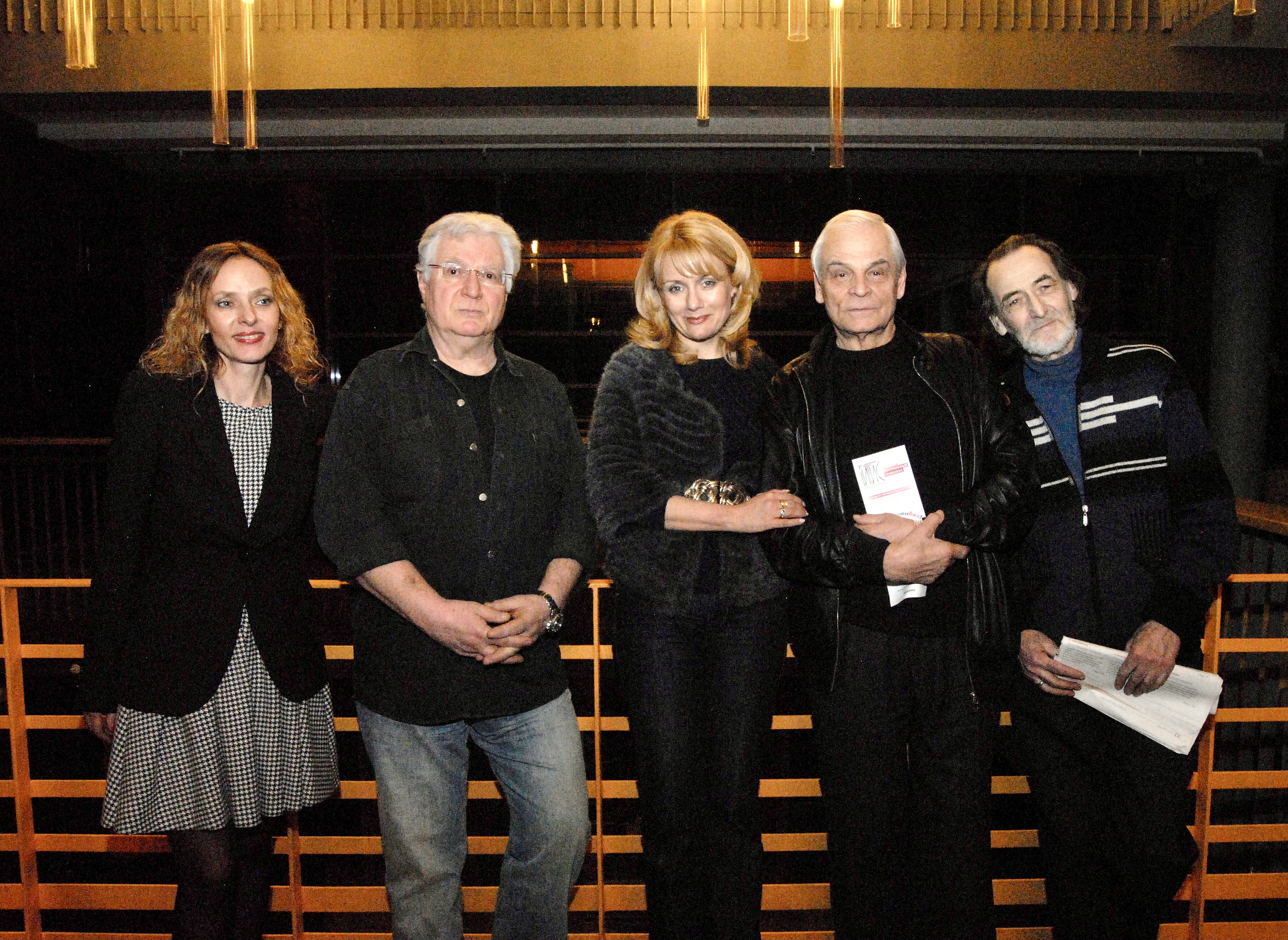
Фомичева О. Б., Бармак А. А., Жердер Ж. Э., Васильев Г. В., Морозовский Л. М., ГИТИС, 2015

- 1997—1998 гг. — режиссёр-постановщик и ведущая эстрадного шоу итальянского тенора Робертино Лоретти.
- 2000—2001 гг. — режиссёр-постановщик спектакля «Уроки испанского».
- 2000—2010 гг. — режиссёр и ведущая литературных гостиных (Российский фонд «Мир Сент-Экзюпери»).
- 2007 г. — режиссёр-ассистент спектакля «Бедный Марат» (Театр им. Вл. Маяковского).
- 2006—2007 гг. — режиссёр-постановщик спектакля «Около любви» А.Коровкина в Молодёжном драматическом театре г. Тольятти. Спектакль был награждён дипломом и отмечен специальным призом жюри на VI Международном фестивале «Театральный круг».
- 2007—2008 гг. — режиссёр спектакля «Дом на Фрунзенской» А. Пудина в Театре на Покровке.
- 2013—2014 гг. — режиссёр-педагог по мастерству актёра и сценической речи (Русский Православный центр. Мадрид, Испания).
- 2013—2014 гг. — сотрудничала с мадридским Камерным театром им. А. П. Чехова под руководством Анхеля Гутьерреса.
- 2008—2015 гг. — режиссёр Театра на Покровке под руководством С. Н. Арцибашева.
- С 2014 года режиссёр-педагог Фомичёва О. Б. под руководствлм А. А. Бармака выпустила на сцене Учебного театра ГИТИСа спектакли: «Не только любовь», «Ах, Оффенбах!», «А зори здесь тихие..».